# Rudolf Gruber (Tischtennisspieler)
Rudolf "Rudi" Gruber (* 17. Juni 1922 in München-Neuhausen; † 8. Juni 2002 in Kirchseeon) war ein deutscher Tischtennisfunktionär, der in zahlreichen Ehrenämtern und Führungspositionen wirkte. Für seine Verdienste um den Tischtennissport wurde er mit dem ITTF Merit Award und dem Bundesverdienstkreuz 1. Klasse ausgezeichnet.

## Aktiver
Neben Handball und Turnen betrieb Rudolf Gruber aktiv Tischtennis beim PSV München, wo er 1938 zu den Gründungsmitgliedern der Tischtennisabteilung gehörte, welcher er von 1945 bis 1965 als Abteilungsleiter vorstand. Mit dessen Herrenmannschaft spielte er in der Bayerischen Oberliga, der damals höchsten deutschen Spielklasse. In den 1950er Jahren wurde er im Doppel mit Idel Pfeffer Süddeutscher Vizemeister sowie Zweiter bei den deutschen Hochschulmeisterschaften hinter Dieter Mauritz. Später schloss er sich dem SV Weißblau München und dem DJK München-Ost an, ab 1975 war er beim SC Baldham aktiv.

## Funktionär
Unmittelbar nach dem Zweiten Weltkrieg wirkte er an der Gründung des Bayerischen Tischtennis-Verbandes BTTV mit. Im Laufe der Zeit übernahm er ehrenamtlich Funktionärsaufgaben bei verschiedenen Tischtennisorganisationen. Er prägte die Weiterentwicklung des deutschen Tischtennissports. So arbeitete er mit an der ersten Wettspielordnung – die DTTB-Wettspielordnung basiert auf der von Gruber mitentwickelten bayerischen Spielordnung – sowie der Einführung des Bundesranglistenturniers, der Deutschen Pokalmeisterschaft und der Bundesliga. Laut Hans Wilhelm Gäb war Gruber der "Vater der Bundesliga". Seit Anfang der 1990er Jahre setzte er sich für die Verkürzung der Sätze von 21 auf 11 Punkte ein, welche 2001 in Kraft trat.
- Tätigkeiten beim Weltverband ITTF
  - 1965–1967 Klassifikations-Komitee
  - 1967–1973 Technisches Komitee
- Tätigkeiten beim Deutschen Tischtennis-Bund DTTB
  - 1953–1965 Sportausschuss – Bei der Weltmeisterschaft 1959 in Dortmund war er Turnierleiter. 1965 trat er wegen der "Affäre Ness" zurück.
  - 1965–1971 Sportwart im Vorstand – Bei der Weltmeisterschaft 1969 in München war er Leiter für Sport und Technik.
  - 1971–1973 Vizepräsident
  - 1973–1981 Beirat
  - 1981–1995 Beisitzer im Vorstand
  - 1995–2002 Ehrenmitglied
- Tätigkeiten beim Süddeutschen Tischtennisverband STTV
  - 1962–1965 Sportwart – Er gehörte zu den Gründungsmitgliedern des STTV.
  - 1965–1983 Vertreter des Bayerischen Tischtennis-Verbandes BTTV im STTV-Vorstand
  - 1983–1992 Erster Vorsitzender
  - 1992–2002 Ehrenvorsitzender
- Tätigkeiten beim Bayerischen Tischtennis-Verband BTTV
  - 1947–1949 Geschäftsführer
  - 1949–1973 Sportwart und Vizepräsident
  - 1973–1988 Präsident
  - 1988–2002 Ehrenpräsident
- Tätigkeiten beim Bayerischen Landes-Sportverband BLSV
  - 1973–1988 Verbandsausschuss, Technischer Verbandsausschuss und Sportbeirat
  - 1975–1988 Stellvertretender Vorsitzender des Sportbeirats
  - 1974–1992 Stellvertretender Vorsitzender des Landes-Leistungsausschusses
  - 1974–1988 Struktur-Kommission
  - 1978–1992 Verwaltungsrat

## Ehrungen
1989 wurde Rudolf Gruber als erster Deutscher vom Tischtennisweltverband ITTF mit dem ITTF Merit Award ausgezeichnet. Im Juli 1991 erhielt er bei der Bundeshauptversammlung des Deutschen Tischtennis-Bundes DTTB als erster Deutscher den Dr.Dieter-Mauritz-Gedächtnispreis (gestiftet von Dieter Mauritz) für hervorragende Verdienste in verantwortungsvollen Bereichen. Am 19. Februar 1997 überreichte ihm der damalige bayerische Kultusminister Hans Zehetmair das Verdienstkreuz I. Klasse des Verdienstordens der Bundesrepublik Deutschland.

## Privat
Rudolf Gruber machte Abitur am Wittelsbacher-Gymnasium München. 1949 schloss er an der Ludwig-Maximilians-Universität München sein Studium der Nachrichtentechnik mit dem Diplom ab und arbeitete später als Fernmeldetechniker. Im April 1948 heiratete er seine Frau Lieselotte "Lilo" (1923–2009), die bis 1982 Frauenwartin im Bayerischen Tischtennisverband war. Aus dieser Ehe gingen Mitte 1961 Zwillinge hervor.

## Rudolf-Gruber-Gedächtnispreis
Um das Andenken an Gruber zu wahren, sieht die Ehrenordnung des Bayerischen Tischtennisverbandes den Rudolf-Gruber-Gedächtnispreis vor. Dieser Preis kann verliehen werden

„an langjährige verdiente Mitarbeiter des Verbandes, seiner Gliederungen und seiner Mitglieder oder an Persönlichkeiten des öffentlichen Lebens, die mit richtungsweisenden Ideen und deren Umsetzung die Entwicklung des Tischtennissports in Bayern nachhaltig gefördert und bereichert haben.
Kriterien für die Verleihung sind hohe Verdienste um das Gemeinwesen des BTTV, um die Entwicklung der Satzung und der Ordnungen, um die Anpassung des Spielbetriebs an veränderte Bedingungen und Voraussetzungen, um eine Erweiterung des Wettkampfwesens innerhalb Bayerns und richtungsweisend nach außen, um ein
umfassendes Angebot an alle, die an Tischtennis interessiert sind bzw. deren Interesse für diesen Sport dadurch geweckt werden kann.“

Bisherige Preisträger sind Peter Kuhn (2003, Präsident des BTTV), Gerhard Schnabel (2005) und Claus Wagner (2007, Präsident des BTTV).